# Diamantový příkop

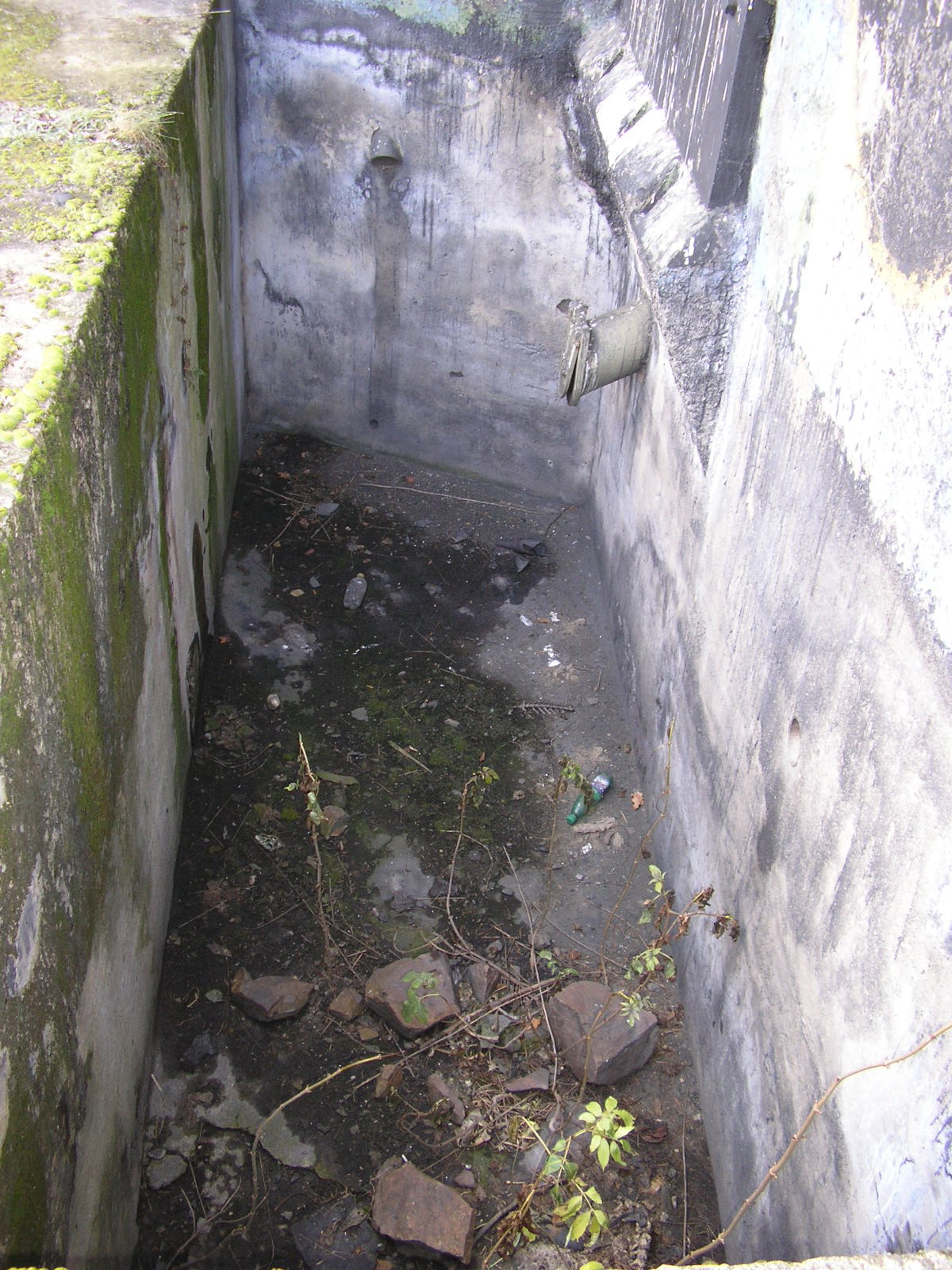
Diamantový příkop u československého opevnění, do kterého ústil granátový skluz (menší otvor) a roura, která do příkopu sváděla vystřelené nábojnice (větší otvor).

Diamantový příkop (též ochranný příkop, nebo pěchotní lapač[zdroj⁠?!]) je uměle vykopaný, vyzděný či vybetonovaný příkop, který se hloubil kolem kaponiér, před střílnami a také i před vchodem bunkru. Sloužil jako bezprostřední překážka, která zabraňuje nepříteli přiblížit se k těmto prvkům. Dále mohl sloužit jako sběrná jáma pro odletující zeminu při výbuších v okolí objektu, aby nedošlo k zavalení střílen nebo vchodu. Další funkce je již z dob rozvoje moderních zbraní s nábojnicovým střelivem, do příkopu mohly být po výstřelu svedeny prázdné nábojnice.
Využíval se i proti nepřátelské pěchotě, kdy pěchotní vojáci nevědomky vyběhli na bunkr a popadali do těchto lapačů,[zdroj⁠?!] kde už se o ně postaralo vojsko, a to střelivem či ručními granáty. Bunkry se budovaly tak, že se z jedné části zasypávaly, a vypadaly jako pouhopouhý kopec.
Termín ochranný příkop vznikl u ŘOPu při budování československého opevnění.